# Fresnoy-en-Chaussée
Fresnoy-en-Chaussée est une commune française située dans le département de la Somme, en région Hauts-de-France.

## Géographie

### Localisation
Fresnoy-en-Chaussée est un village picard de l'Amiénois et de la région naturelle du Santerre.
À vol d'oiseau, la localité est située à 7 km à l'est de Moreuil, 10 km au sud-ouest de Rosières-en-Santerre, 14 km au nord de Montdidier, 16 km au sud-est de Corbie, 17 km au nord-ouest de Roye et à 25 km au sud-est d'Amiens.
Le territoire de la commune est limitrophe de ceux de cinq communes.
Les communes limitrophes sont  Beaucourt-en-Santerre, Hangest-en-Santerre, Le Plessier-Rozainvillers, Le Quesnel et Mézières-en-Santerre.

### Géologie et relief
Le sol de la commune est constitué de terres franches sur les deux tiers de son territoire et de terres argilo-siliceuse sur le tiers restant. La partie supérieure est recouverte par le limon des plateaux (Lœss) de la période éocène. Dans les vallons, craie et silex affleurent.
Le relief de la commune est celui d'un plateau, le plateau du Santerre don l'altitude avoisine les 100 m. Un étroit vallon orienté nord-sud traverse la commune.

### Hydrographie
La commune est située dans le bassin Artois-Picardie. Elle n'est drainée par aucun cours d'eau.

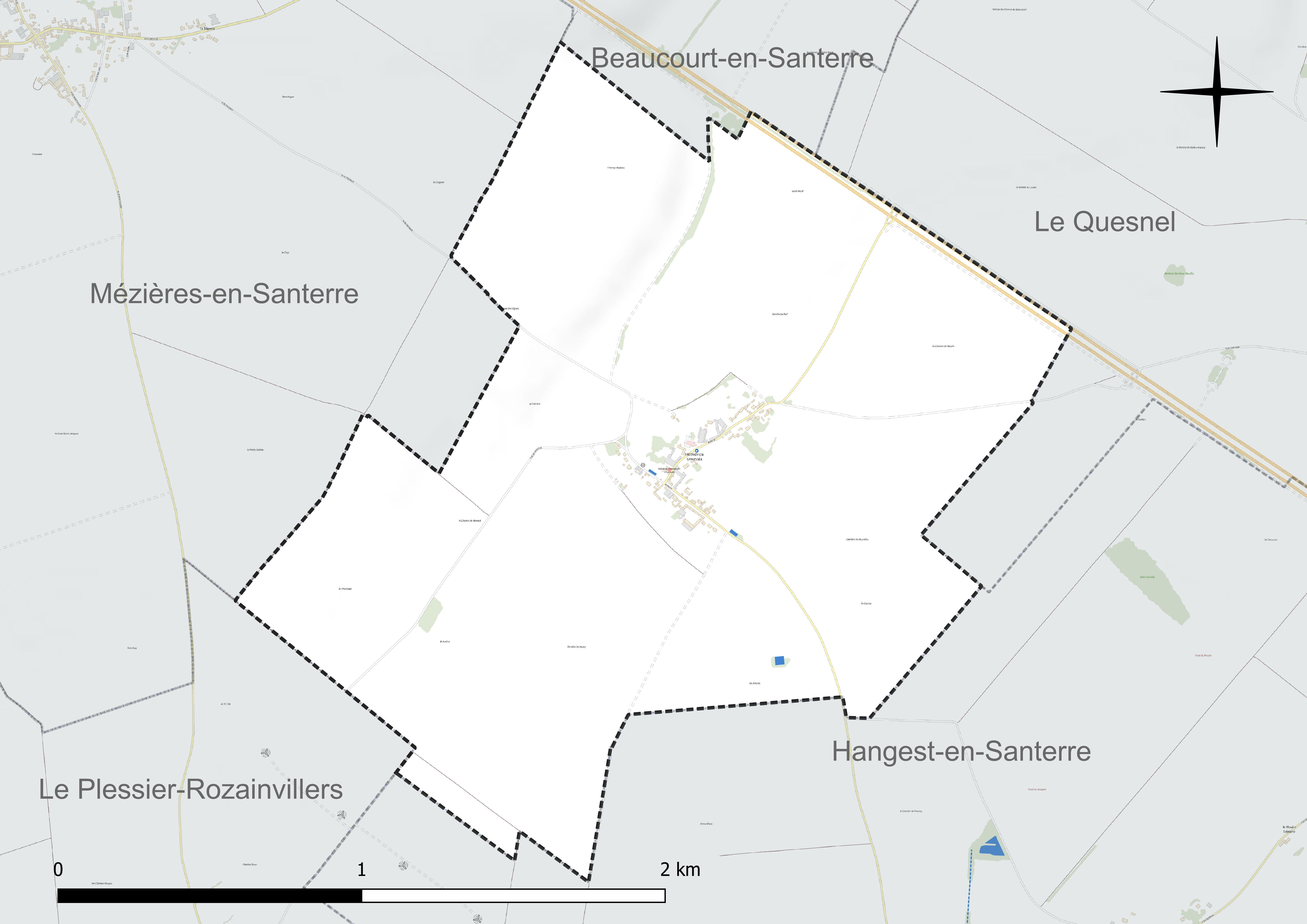
Réseau hydrographique de Fresnoy-en-Chaussée.

### Climat
Pour des articles plus généraux, voir Climat des Hauts-de-France et Climat de la Somme.
En 2010, le climat de la commune est de type climat océanique dégradé des plaines du Centre et du Nord, selon une étude du CNRS s'appuyant sur une série de données couvrant la période 1971-2000. En 2020, Météo-France publie une typologie des climats de la France métropolitaine dans laquelle la commune est exposée à un climat océanique et est dans la région climatique Nord-est du bassin Parisien, caractérisée par un ensoleillement médiocre, une pluviométrie moyenne régulièrement répartie au cours de l'année et un hiver froid (3 °C).
Pour la période 1971-2000, la température annuelle moyenne est de 10,2 °C, avec une amplitude thermique annuelle de 14,5 °C. Le cumul annuel moyen de précipitations est de 681 mm, avec 10,6 jours de précipitations en janvier et 8,3 jours en juillet. Pour la période 1991-2020, la température moyenne annuelle observée sur la station météorologique la plus proche, située sur la commune de Rouvroy-en-Santerre à 9 km à vol d'oiseau, est de 10,8 °C et le cumul annuel moyen de précipitations est de 635,8 mm,. Pour l'avenir, les paramètres climatiques de la commune estimés pour 2050 selon différents scénarios d'émission de gaz à effet de serre sont consultables sur un site dédié publié par Météo-France en novembre 2022.

#### Activité économique et de service
L'agriculture reste l'activité dominante de la commune.

## Urbanisme

### Typologie
Au 1er janvier 2024, Fresnoy-en-Chaussée est catégorisée commune rurale à habitat dispersé, selon la nouvelle grille communale de densité à sept niveaux définie par l'Insee en 2022.
Elle est située hors unité urbaine. Par ailleurs la commune fait partie de l'aire d'attraction d'Amiens, dont elle est une commune de la couronne,. Cette aire, qui regroupe 369 communes, est catégorisée dans les aires de 200 000 à moins de 700 000 habitants,.

### Occupation des sols
L'occupation des sols de la commune, telle qu'elle ressort de la base de données européenne d'occupation biophysique des sols Corine Land Cover (CLC), est marquée par l'importance des territoires agricoles (100 % en 2018), une proportion identique à celle de 1990 (100 %). La répartition détaillée en 2018 est la suivante : 
terres arables (100 %). L'évolution de l'occupation des sols de la commune et de ses infrastructures peut être observée sur les différentes représentations cartographiques du territoire : la carte de Cassini (XVIIIe siècle), la carte d'état-major (1820-1866) et les cartes ou photos aériennes de l'IGN pour la période actuelle (1950 à aujourd'hui).

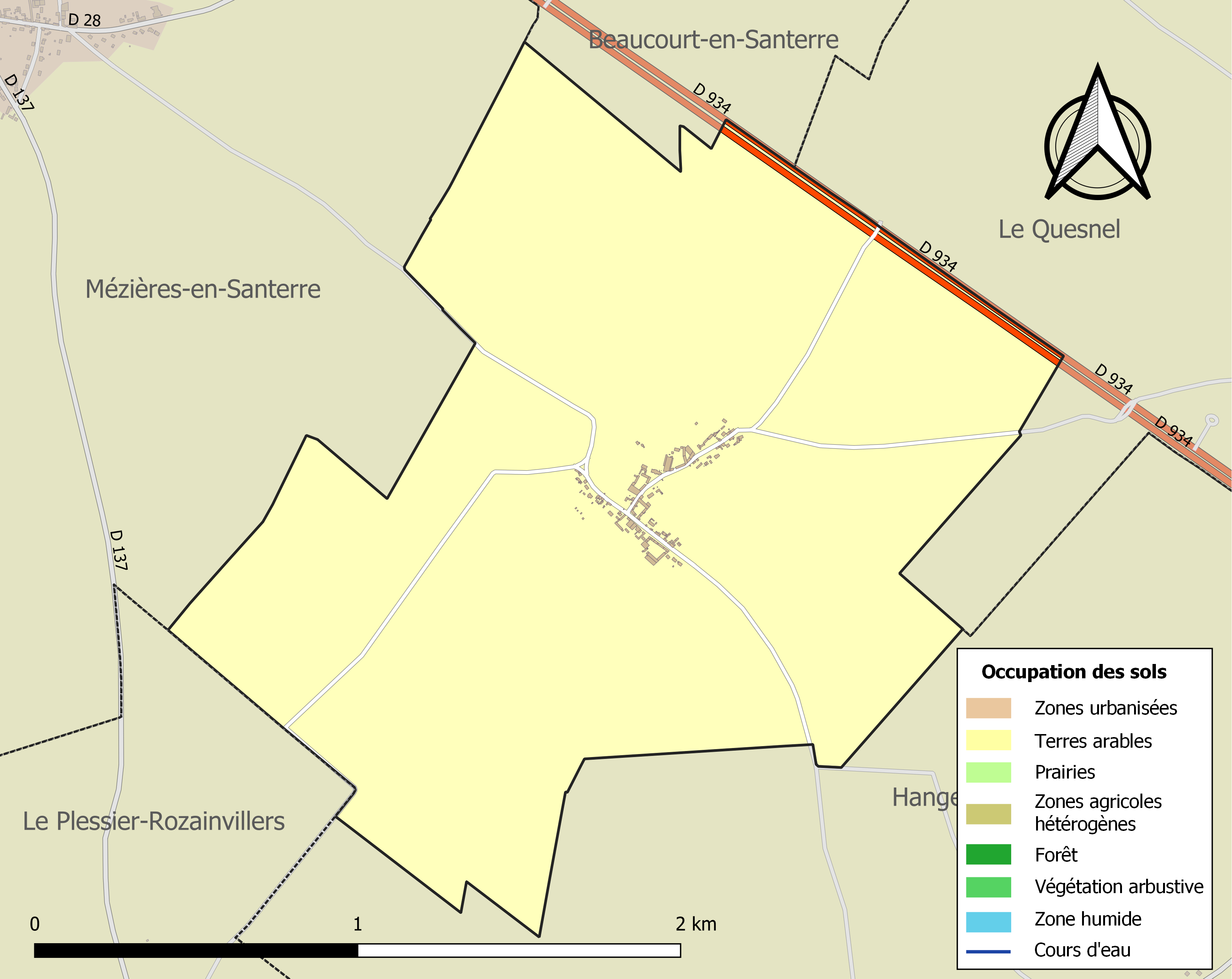
Carte des infrastructures et de l'occupation des sols de la commune en 2018 (CLC).

### Habitat
La commune présente un habitat groupé, il n'y a ni écart ni hameau.

### Voies de communication et transports
La localité est desservie par les lignes d'autocars du réseau Trans'80, Hauts-de-France, tous les jours sauf le dimanche et les jours fériés (ligne no 40, Roye - Hangest-en-Santerre - Amiens).

## Toponymie
On trouve plusieurs formes pour désigner Fresnoy dans les textes anciens : Fresucum, Fresnoi en 1203, Fraisnoy, Fresnoy-en-Sangter, Fresnois-en-Santerre ou en Cauchie (1700), Fresnoy-lès-Saint-Mard en 1793 (Saint-Mard était un ancien village, détruit et abandonné lors des invasions espagnoles du XVIIe siècle), puis Fresnoy-en-Chaussée en 1801.
Fresnoy est un toponyme français, forme picarde du français frênaie, issu du latin fraxinetum.
La chaussée est la grande voie romaine de Lyon à Gesoriacum (Boulogne) passant par Amiens et Roye.

## Histoire

### Antiquité
Setucis était une station du cursus publicus gallo-romain (mansio ou mutatio) qui se trouvait au lieu-dit « Saint-Mard », territoire situé entre Beaucourt-en-Santerre, Mézières-en-Santerre et Fresnoy-en-Chaussée, le long de la via Agrippa de l'Océan, voie romaine reliant Lugdunum (Lyon) à Gesoriacum (Boulogne-sur-Mer) par Augusta Suessionum (Soissons), Rodium (Roiglise) et Samarobriva (Amiens), et connue localement sous le nom de chaussée Brunehault. Des fouilles archéologiques furent effectuées par Blin de Bourdon au XIXe siècle, plusieurs sarcophages furent mis au jour.

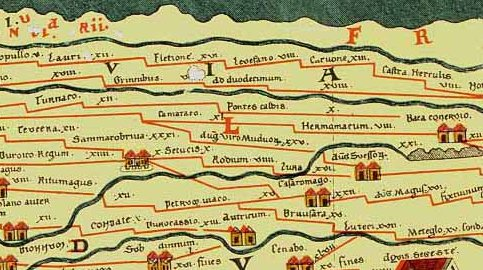
Extrait de la carte de Peutinger où figure Setucis (Saint-Mard).

Sur la Colonne milliaire de Tongres du IIIe siècle, le lieu est nommé SEFVLAE.

### Moyen Âge
La seigneurie de Fresnoy-en-Chaussée dépendait au Moyen Âge de celles de Moreui, Villers-aux-Erables et du Plessier-Rozainvillers.
Le village subit des destructions au cours de la guerre de Cent Ans. La population se réfugiait dans des muches creusées dans la craie à partir de l'église et jusqu'au vallon situé à l'ouest du territoire au lieu-dit La Porte de fer. D'autres galeries furent creusées à partir de l'ancien château.
En 1490, le seigneur de Fresnoy était Arthus de Moreuil-Soissons, gouverneur de Thérouanne, fils naturel de Jean de Moreuil-Soissons.

### Époque moderne
Le village subit de nouveaux ravages lors des invasions espagnoles de 1636 et 1653. Le village de Saint-Mard-en-Chaussée fut détruit et ne fut pas reconstruit. Seule une ferme subsista jusque 1889.
En 1681, il y avait à Fresnoy un clerc laïc magister mais pas de bâtiment servant d'école.
En 1757, un habitant de Fresnoy, Félix Ricard, fut condamné à être écartelé à Montdidier pour l'assassinat d'un coquetier de Riencourt qu'il avait projeté dans un puits de la ferme de Saint-Mard.
Avant la Révolution française, le seigneur du village était Ferdinand-Jacob d'Aix, marquis de Ligne.

### Époque contemporaine

#### Révolution française
La commune, instituée sous la Révolution française sous la dénomination de Fresnoy-lès-Saint Marc en 1793. Le curé Hennequin prêta serment de fidélité à la constitution et resta en poste.

#### Consulat et Ier Empire
En 1801, la commune prit le nom de Fresnoy-en-Chaussée. En 1805, le presbytère fut transformé en école.
En 1814-1815, la commune fut occupée par les cosaques.

#### Première Guerre mondiale
À l'été 1914, le village subit l'invasion allemande. Il fut ensuite un village de l'arrière immédiat du front notamment en 1916 lors de la Bataille de la Somme. Le front recula plus à l'est en 1917 lorsque les Allemands se replièrent sur la Ligne Hindenburg.
Le village se trouva dans la zone des combats à la fin de la Première Guerre mondiale, lors de la bataille de la Somme (1918) pendant laquelle, le 8 août 1918, une contre-offensive mécanisée alliée, entre Morlancourt et Braches, infligea un revers sans précédent à l'armée allemande : ce fut le « jour de deuil de l'armée allemande », selon l'expression de Ludendorff.
La commune comme la quasi-totalité des communes situées dans les zones de combat a été décorée de la Croix de guerre 1914-1918 le 3 novembre 1920.

## Politique et administration

### Rattachements administratifs et électoraux
La commune se trouve dans l'arrondissement de Montdidier du département de la Somme. Pour l'élection des députés, elle fait partie depuis 2012 de la quatrième circonscription de la Somme.
Elle fait partie depuis 1801 du canton de Moreuil, qui a été modifié et agrandi dans le cadre du redécoupage cantonal de 2014 en France.

### Intercommunalité
La commune était membre de la communauté de communes du canton de Moreuil, créée par un arrêté préfectoral du 4 décembre 1992 et renommée communauté de communes Avre Luce Moreuil (CCALM) par arrêté préfectoral du 6 mai 1996.
Dans le cadre des dispositions de la loi portant nouvelle organisation territoriale de la République du 7 août 2015, qui prévoit que les établissements publics de coopération intercommunale (EPCI) à fiscalité propre doivent avoir un minimum de 15 000 habitants, la préfète de la Somme propose en octobre 2015 un projet de nouveau schéma départemental de coopération intercommunale (SDCI) prévoyant la réduction de 28 à 16 du nombre des intercommunalités à fiscalité propre du département.
Après des hypothèses de regroupement des communautés de communes du Grand Roye (CCGR), du canton de Montdidier (CCCM), du Santerre et d'Avre, Luce et Moreuil, la préfète dévoile en octobre 2015 son projet qui prévoit la « des communautés de communes d'Avre Luce Moreuil et du Val de Noye », le nouvel ensemble de 22 440 habitants regroupant 49 communes,. À la suite de l'avis favorable des intercommunalités et de la commission départementale de coopération intercommunale en janvier 2016 puis des conseils municipaux et communautaires concernés, la fusion est établie par un arrêté préfectoral du 22 décembre 2016, qui prend effet le 1er janvier 2017.
La commune est donc désormais membre de la communauté de communes Avre Luce Noye (CCALN).

### Liste des maires
| Période                                  | Période                   | Identité        | Étiquette | Qualité                        |
| ---------------------------------------- | ------------------------- | --------------- | --------- | ------------------------------ |
| Les données manquantes sont à compléter. |                           |                 |           |                                |
| avant 1988                               | ?                         | Eric Moizard    |           |                                |
| mars 2001                                | 2014                      | Francis Quillet |           |                                |
| 2014                                     | En cours (au 4 juin 2020) | Franck Ten      |           | Réélu pour le mandat 2020-2026 |

### Politique environnementale
Classement des villes et villages fleuris : une fleur a récompensé[Quand ?] les efforts locaux en faveur de l'environnement.

## Démographie
L'évolution du nombre d'habitants est connue à travers les recensements de la population effectués dans la commune depuis 1793. Pour les communes de moins de 10 000 habitants, une enquête de recensement portant sur toute la population est réalisée tous les cinq ans, les populations de référence des années intermédiaires étant quant à elles estimées par interpolation ou extrapolation. Pour la commune, le premier recensement exhaustif entrant dans le cadre du nouveau dispositif a été réalisé en 2004.

En 2022, la commune comptait 140 habitants, en évolution de −8,5 % par rapport à 2016 (Somme : −1,26 %, France hors Mayotte : +2,11 %).
| 1793 | 1800 | 1806 | 1821 | 1831 | 1836 | 1841 | 1846 | 1851 |
| ---- | ---- | ---- | ---- | ---- | ---- | ---- | ---- | ---- |
| 220  | 195  | 185  | 203  | 219  | 242  | 261  | 272  | 266  |

| 1856 | 1861 | 1866 | 1872 | 1876 | 1881 | 1886 | 1891 | 1896 |
| ---- | ---- | ---- | ---- | ---- | ---- | ---- | ---- | ---- |
| 253  | 231  | 248  | 229  | 251  | 253  | 250  | 211  | 202  |

| 1901 | 1906 | 1911 | 1921 | 1926 | 1931 | 1936 | 1946 | 1954 |
| ---- | ---- | ---- | ---- | ---- | ---- | ---- | ---- | ---- |
| 185  | 177  | 149  | 132  | 115  | 108  | 116  | 97   | 88   |

| 1962 | 1968 | 1975 | 1982 | 1990 | 1999 | 2004 | 2006 | 2009 |
| ---- | ---- | ---- | ---- | ---- | ---- | ---- | ---- | ---- |
| 97   | 103  | 67   | 73   | 84   | 111  | 112  | 110  | 107  |

| 2014 | 2019 | 2022 | - | - | - | - | - | - |
| ---- | ---- | ---- | - | - | - | - | - | - |
| 144  | 137  | 140  | - | - | - | - | - | - |

## Culture locale et patrimoine

### Lieux et monuments
- Église Notre-Dame-de-l'Assomption[40], du XVIe siècle, qui a subi des dégradations pendant la Première Guerre mondiale[41] et a été depuis restaurée.

Elle contient des fonts baptismaux en marbre blanc du XVIe siècle, de style Renaissance, et une statue de sainte, du début du XVIe siècle.

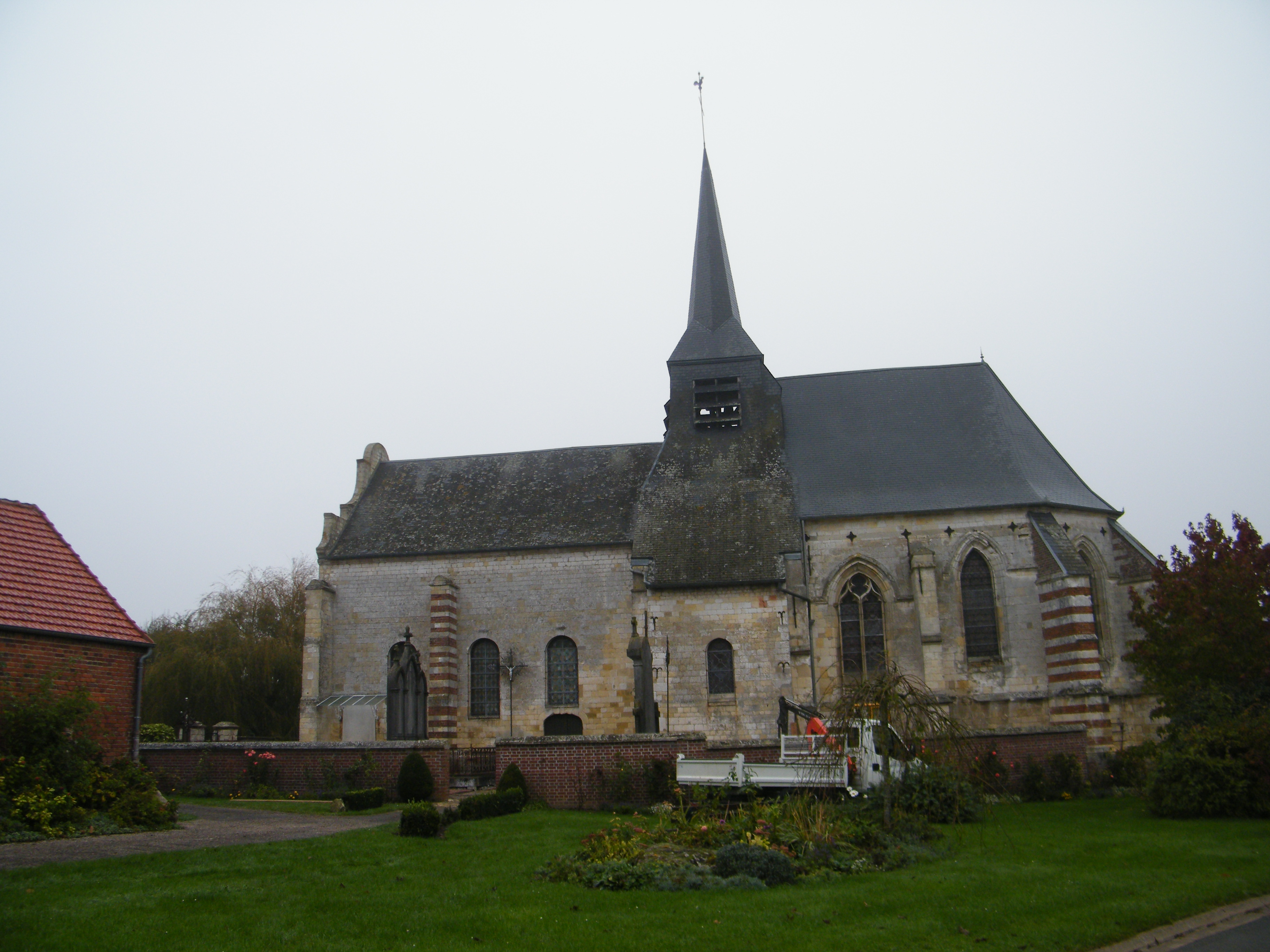
L'église Notre-Dame.
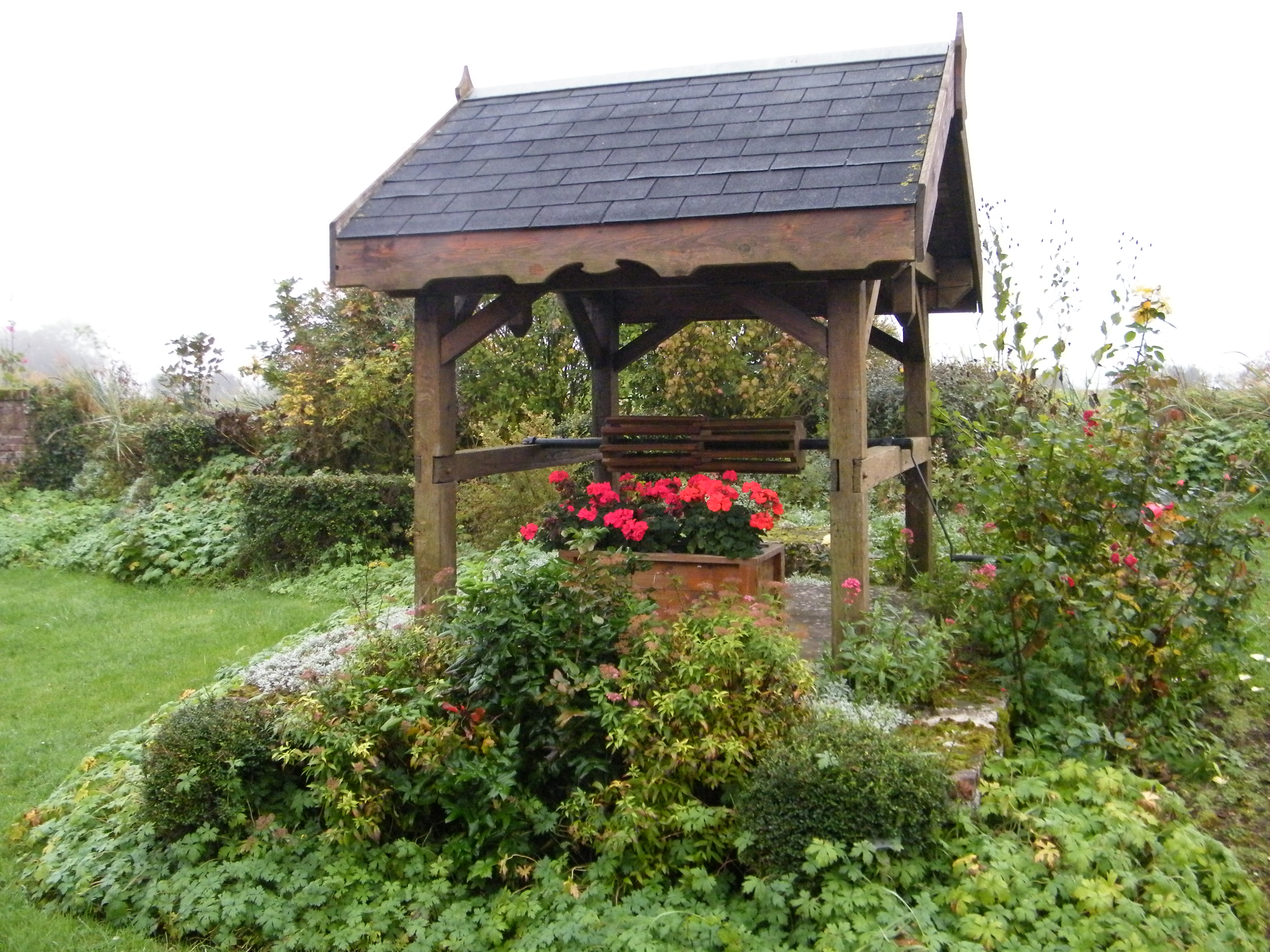
Puits patrimonial.
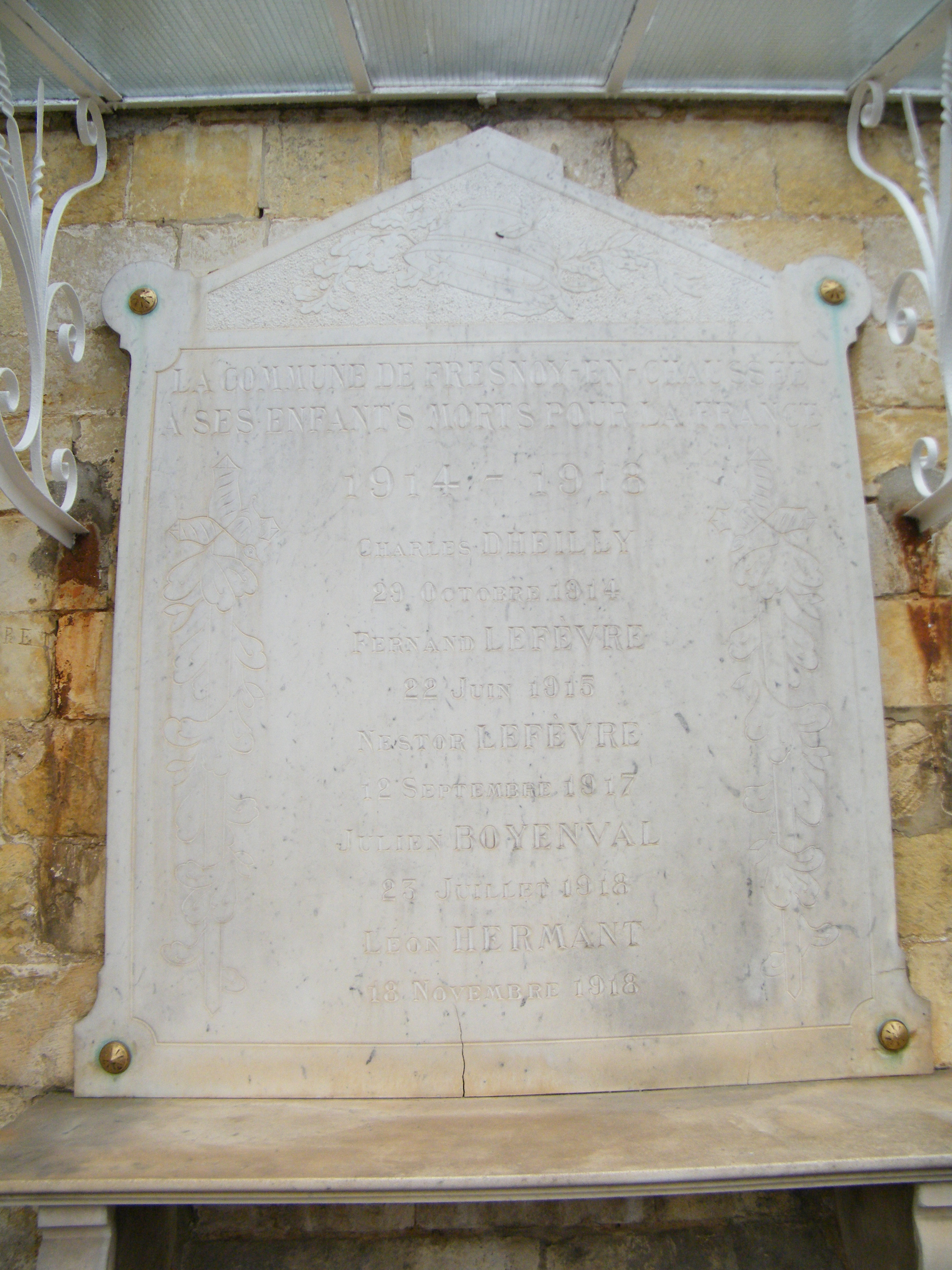
Le monument aux morts.
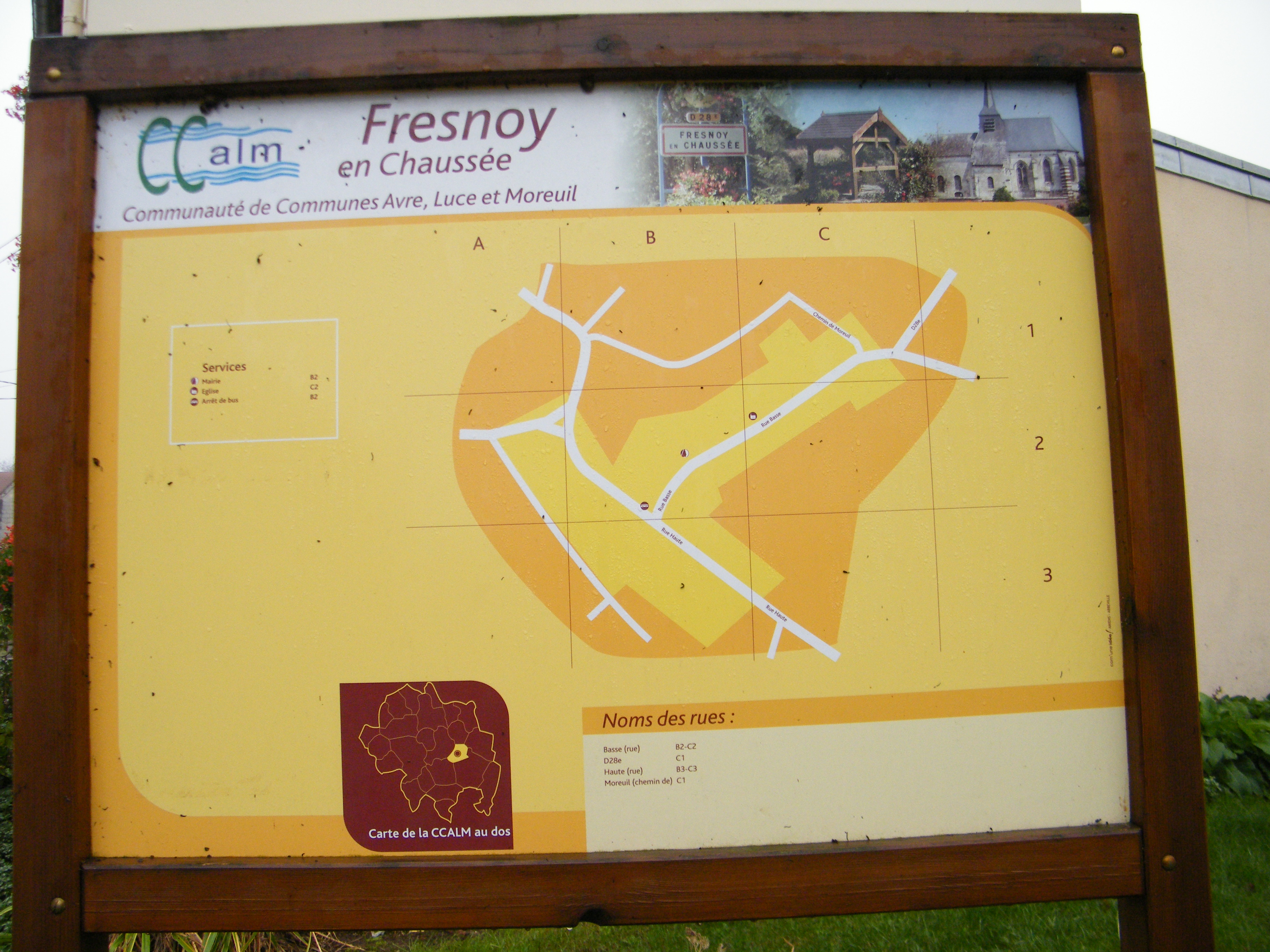
Plan communal.

## Pour approfondir